# Red Stjepana Radića
Red Stjepana Radića je odlikovanje Republike Hrvatske koje zauzima trinaesto mjesto u važnosnom slijedu hrvatskih odlikovanja. Red je ustanovljen 10. ožujka 1995. godine.
Red Stjepana Radića dodjeljuje se hrvatskim i stranim državljanima za zasluge i stradanje u borbi za nacionalna i socijalna prava i razvitak hrvatskog naroda.